# András Toma
András Toma (ur. 5 grudnia 1925 w Újfehértó, zm. 30 marca 2004 w Nyíregyháza) – węgierski żołnierz z czasów II wojny światowej uznany w 2000 roku za ostatniego jeńca wojennego. 
Z kartotek szpitala dla psychicznie chorych, w którym Toma (zarejestrowany omyłkowo jako András Tamás – Андраш Тамаш) spędził 53 lata wynika, że był żołnierzem 150-tysięcznej II armii węgierskiej, która walczyła w czasie wojny po stronie III Rzeszy. Węgier został przeniesiony z powodu „problemów psychicznych” z obozu do administrowanego przez NKWD szpitala w Kotleniczu. W czasie pobytu w zakładzie w Kotielniczu Toma utracił nogę na skutek infekcji. 
W roku 2000 Słowak zwiedzający szpital rozpoznał język, którym posługiwał się pacjent (Toma nie nauczył się nigdy rosyjskiego, a nierozpoznany przez personel szpitala język węgierski uznano za bezsensowny bełkot lub pseudojęzyk) i zawiadomił o tym ambasadę węgierską w Moskwie. 
Po powrocie do ojczyzny Toma przeszedł badania lekarskie i rehabilitację w Narodowym Instytucie Psychiatrii i Neurologii. 
Sprawa odnalezienia Węgra w rosyjskim szpitalu psychiatrycznym rozpętała prawdziwą burzę medialną – zastanawiano się, ilu może być jemu podobnych pacjentów.